# Проходенское сельское поселение
Прохо́денское се́льское поселе́ние — муниципальное образование в Корочанском районе Белгородской области.
Административный центр — село Проходное.

## История
Проходенское сельское поселение образовано 20 декабря 2004 года в соответствии с Законом Белгородской области № 159.

## Население
| 2010  | 2011  | 2012  | 2013  | 2014  | 2015  | 2016  | 2017  | 2018  |
| ----- | ----- | ----- | ----- | ----- | ----- | ----- | ----- | ----- |
| 1274  | ↘1272 | ↘1263 | ↗1269 | ↘1262 | ↘1252 | ↘1230 | ↗1233 | ↗1245 |
| 2019  | 2020  | 2021  |       |       |       |       |       |       |
| ↗1246 | ↘1205 | ↘1121 |       |       |       |       |       |       |

## Состав сельского поселения
| № | Населённый пункт | Тип населённого пункта       | Население |
| - | ---------------- | ---------------------------- | --------- |
| 1 | Проходное        | село, административный центр | ↗418      |
| 2 | Городище         | село                         | ↘386      |
| 3 | Прудки           | село                         | ↘434      |
| 4 | Пожарный         | хутор                        | ↘22       |
| 5 | Резниково        | хутор                        | ↘14       |